# Filosofia política
Filosofia política é o campo de investigação filosófica das questões da vida política dos seres humanos. No seu amplo alcance de questões destacam-se algumas como os princípios de justificação do poder e do governo, este último em sua origem, natureza e propósito; e as obrigações dos membros constituintes de uma sociedade. Pode-se dizer que o problema central da filosofia política é como implementar ou limitar o poder público para manter a sobrevivência e melhorar a qualidade da vida humana.

## Etimologia

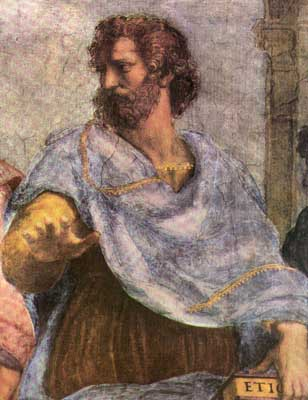
Aristóteles, pintado por Rafael.

A palavra tem origem nos tempos em que os gregos estavam organizados em cidades-Estado chamadas "pólis", nome do qual se derivaram palavras como "politiké" (política em geral) e "politikós" (dos cidadãos, pertencente aos cidadãos), que estenderam-se ao latim "politicus" e chegaram às línguas europeias modernas através do francês "politique" que, em 1265 já era definida nesse idioma como "ciência dos Estados".
O termo política é derivado do grego antigo πολιτεία (politeía), que indicava todos os procedimentos relativos à pólis, ou cidade-Estado. Por extensão, poderia significar tanto cidade-Estado quanto sociedade, comunidade, coletividade e outras definições referentes à vida urbana.

## Questões da filosofia política
É bastante complicado mapear as questões possíveis para a filosofia política, uma vez que seus conceitos fundamentais estão ainda hoje em contínuo debate filosófico. Mas, dentro da história da filosofia, algumas se sobressaem:
- os limites e a organização do Estado frente ao indivíduo de certa (Thomas Hobbes, John Locke, barão de Montesquieu, J.-J Rousseau);
- as relações gerais entre sociedade, Estado e moral (Nicolau Maquiavel, Augusto Comte, Antonio Gramsci);
- as relações entre a economia e política (Karl Marx, F. Engels, Max Weber);
- o poder como constituidor do "indivíduo" (Michel Foucault);
- as questões sobre a liberdade (Benjamin Constant, John Stuart Mill, Isaiah Berlin, Hannah Arendt, Raymond Aron, Norberto Bobbio, Phillip Pettit, Robert Nozick);
- as questões sobre justiça e Direito (Immanuel Kant, F. W. Hegel, John Rawls, Jürgen Habermas, Michael Sandel);
- as questões sobre participação e deliberação (Carole Pateman, Habermas, Joshua Cohen);
- a filosofia da história e a história das ideias (Eric Voegelin);
- sobre a importância da tradição, da liberdade de comércio, da prudência e da cultura para a manutenção de uma sociedade politicamente e economicamente sadia (Edmund Burke, Russel Kirk, Roger Scruton).